# 大絹斑蝶
大絹斑蝶（學名：Parantica sita）是斑蝶亞科中的一物種，在台灣又名青斑蝶，是一種大型斑蝶。

## 分佈
分佈於阿富汗，巴基斯坦，印度，尼泊爾，不丹，孟加拉，緬甸，馬來半島，印度尼西亞的蘇門答臘島，台灣，朝鮮和日本

## 特征
本種為中大型斑蝶，雌雄外型相似，二型性不明顯。全身以黑褐色為主，頭、胸、足具白色斑點與線紋。腹部背側黑褐或紅褐色，雄蝶腹面灰色帶白環，雌蝶則為白色。
前翅長48-62 mm，呈三角形，翅端突出；後翅扇形。前翅背面黑褐色，後翅背面紅褐色，翅面具光澤，分布藍白或淡青白色半透明斑紋，前翅基部斑塊大，外側斑點較小；後翅內側有青白色斑，外側斑點不明顯，中室常見紅褐色叉狀細紋。翅腹面斑紋與背面相似，但底色較淺，前翅翅端偏紅褐，後翅外緣有兩列灰白色小斑點。
雄蝶後翅臀區具黑色性標，由特化鱗片構成；前足跗節癒合、匕狀、有毛。雌蝶無性標，前足跗節分節並具爪。緣毛黑白相間。

## 習性

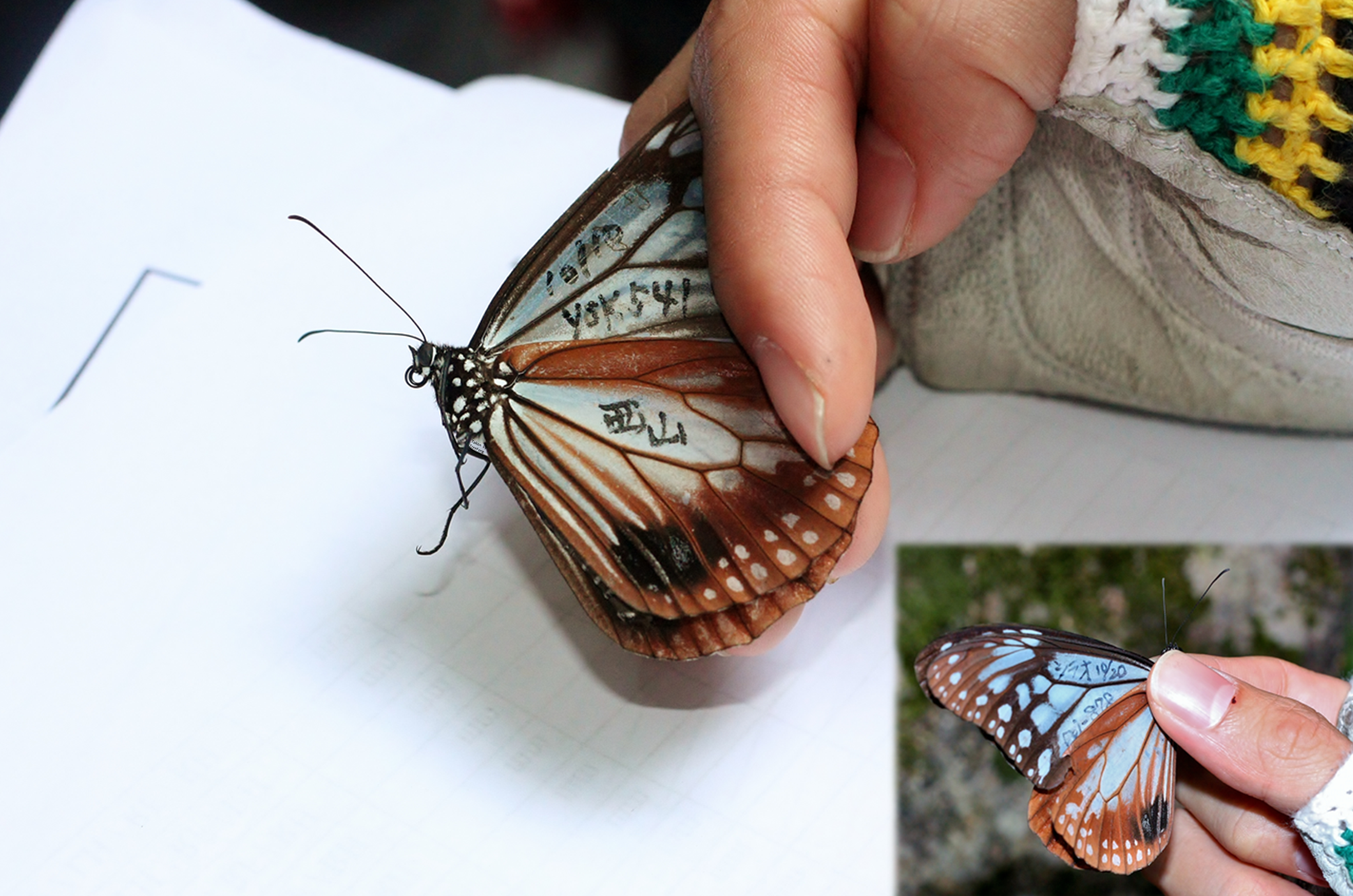
該隻於香港深水灣捕獲的並發現是由日本和歌山縣遷徙到港的大絹斑蝶

棲習於中、低海拔山區。每年9月左右產卵，次年4月左右羽化成蟲。幼蟲食草為蘿摩科植物。在東南亞、中國南部、台灣北部、琉球群島、日本之間會進行長途遷徙。

2011年12月31日，大埔環保會在香港深水灣發現由日本和歌山縣遷移到來的大絹斑蝶，該蝴蝶共用了83日飛越2500公里的東海，是繼帝王斑蝶的紀錄後，全球第二最遠的蝴蝶飛行路線。